# Heilige-Familiekerk (Hoboken)

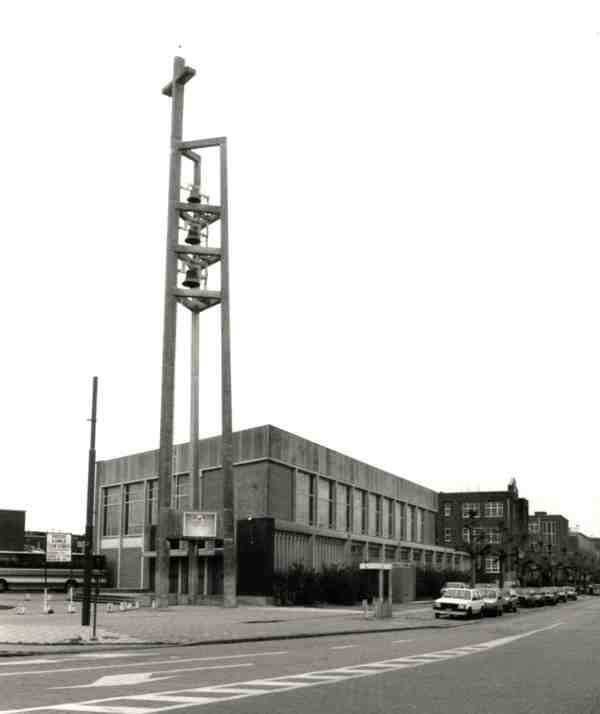
Heilige-Familiekerk

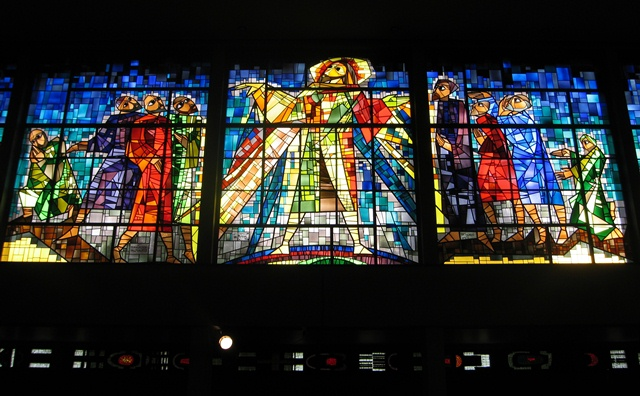
Een reeks glas-in-loodramen

De Heilige-Familiekerk is een parochiekerk in de tot de gemeente Antwerpen gelegen plaats Hoboken, gelegen aan de Sint-Bernardsesteenweg 721.

## Geschiedenis
De parochie werd gesticht in 1944, en wel in het zuidoosten van het grondgebied. De parochie stond onder leidiung van de Salesianen van Don Bosco. Men kerkte tot 1948 in een noodkerk en daarna in de kapel van het Technisch Instituut. Vanaf 1958 werd nog gekerkt in een meisjesschool, en pas in 1968-1969 werd een definitieve kerk gebouwd, naar ontwerp van Adrien Bressers.

## Gebouw
Het kerkgebouw wordt gerekend tot de stijl van het brutalisme. Het betreft een gebouw op trapeziumvormige plattegrond met plat dak. Het is een constructie van ruw beton, deels opgevuld met baksteen. Ook de losstaande open klokkentoren is in beton uitgevoerd.
De kerk bezit grote en kleurige wanden van figuratieve glas-in-loodramen van de Aalsterse glazeniers Achiel en Theo Meersman, evenzo wanden van abstracte glas-in-betonramen van glazenier Lionel Holvoet uit Wevelgem. Dit maakt dat de kerk, die er aan de buitenkant nogal grauw uitziet, van binnen zeer kleurrijk is.